# 古巴侏鰩
古巴侏鰩（學名：Fenestraja cubensis），為軟骨魚綱鰩目吞鰩科侏鰩屬的一種，分布於中西大西洋巴哈馬至美國佛羅里達州海域，本魚尾部位於腹鰭尖端的後方，體盤和尾部有深色斑紋，體盤上表面淡褐色，下表面淡黃色，無深色斑紋，體長可達22公分，棲息在深海海域，為底棲性魚類，獨居性，屬肉食性，卵生，生活習性不明。